# Belagerung von Sardes
Persische Revolte

Hybra – Persische Grenze
Invasion von Anatolien

Pteria – Thymbra – Sardes
Invasion von Babylonien

Opis – Babylon
Die Belagerung von Sardes im Jahr 547 v. Chr. war die entscheidende Schlacht im Konflikt zwischen Krösus, König von Lydien, und dem Achämenidenkönig Kyros II. Nach dem Rückzug Krösus’ in seine Hauptstadt Sardes folgte ihm Kyros und belagerte die Stadt 14 Tage, bis er sie einnahm. Wichtigste zeitgenössische Quelle für die Geschehnisse sind die „Historien“ des antiken Geschichtsschreibers Herodot.

## Ausgangslage

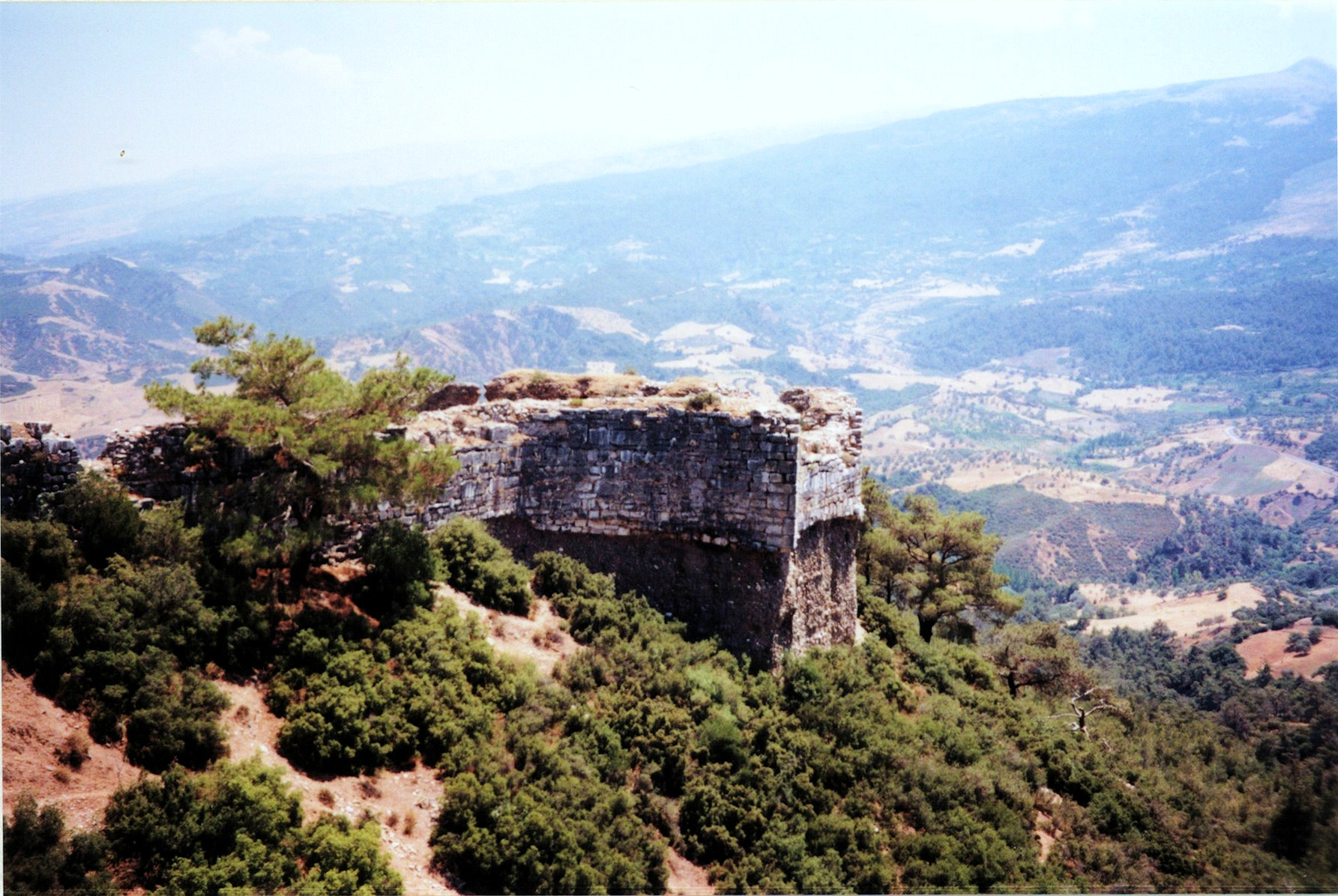
Zitadelle von Sardes

Nachdem Kyros II. 550 v. Chr. das Lydien benachbarte Mederreich erobert hatte, fühlte sich Krösus von dem übermächtigen Perserkönig bedroht. Gleichzeitig wollte er den Sturz seines Schwagers, des medischen Königs Astyages, rächen und sein eigenes Territorium vergrößern. Vor seinem Angriff verbündete er sich mit Sparta, dem babylonischen König Nabonid und Amasis von Ägypten, wartete deren Eintreffen aber nicht ab.
Nach der Befragung des Orakels von Delphi überschritt Krösus den Grenzfluss Halys und fiel in Kappadokien ein, wo er bei Pteria auf Kyros II. traf. Die Schlacht endete ohne klaren Sieger und so zog sich Krösus zurück, um Kräfte zu sammeln und auf die Verbündeten zu warten. Krösus entließ große Teile der Armee und zog zum Überwintern nach Sardes in der Vermutung, Kyros II. würde ihm nicht folgen und sein Winterlager in Kappadokien aufschlagen. Als der jedoch hörte, dass Krösus große Teile seiner Streitkräfte entlassen hatte, überschritt er den Halys und zog eilig gegen Sardes. Krösus sammelte daraufhin seine verbliebenen Truppen und traf Kyros II. in der Schlacht bei Thymbra. Obwohl die Truppen von Krösus zahlenmäßig überlegen waren, konnte Kyros die Lyder in die Flucht schlagen.

## Belagerung
Krösus war zuversichtlich, Sardes zu halten, weil die Stadt mit ihrer Zitadelle als gut befestigt galt und Prophezeiungen vorausgesagt hatten, Sardes werde niemals erobert. Außerdem hatte er Sparta, den stärksten Staat Griechenlands, der ein treuer Verbündeter war, um Hilfe gebeten, und hoffte, die Ägypter und die Babylonier erneut in eine Koalition gegen Persien einbeziehen zu können. Die Spartaner waren jedoch in einem Krieg gegen Argos gebunden, die anderen Bundesgenossen konnten Sardes nicht rechtzeitig erreichen.
Kyros II. hingegen motivierte seine Soldaten mit einer Belohnung für denjenigen, der als erstes die Festungsmauer übersteigen sollte. Doch die ersten persischen Angriffe im Dezember 547 v. Chr. wurden blutig zurückgeschlagen. Kyros belagerte die Stadt daraufhin 14 Tage.
Den Historien des Herodot zufolge fiel Sardes durch den persischen Soldaten Hyroiades. Hyroiades hatte einen lydischen Soldaten beobachtet, der die Mauern und den steil abfallenden Burgfelsen hinabgeklettert war, weil er seinen Helm verloren hatte. Die Stelle war kaum bewacht, weil sie als unüberwindbar galt, weil die Felsen hier sehr steil waren. Am nächsten Tag erklommen die Perser an derselben Stelle den Burgfelsen und nahmen die Stadt sofort ein. Ein Fragment des Geschichtsschreibers Ktesias von Knidos berichtet allerdings, dass die Perser Holzpuppen an Stangen über die Mauerkrone von Sardes gehalten und damit Panik unter den Belagerten ausgelöst hätten, sodass die Stadt in die Hände von Kyros II. fiel.

## Folgen

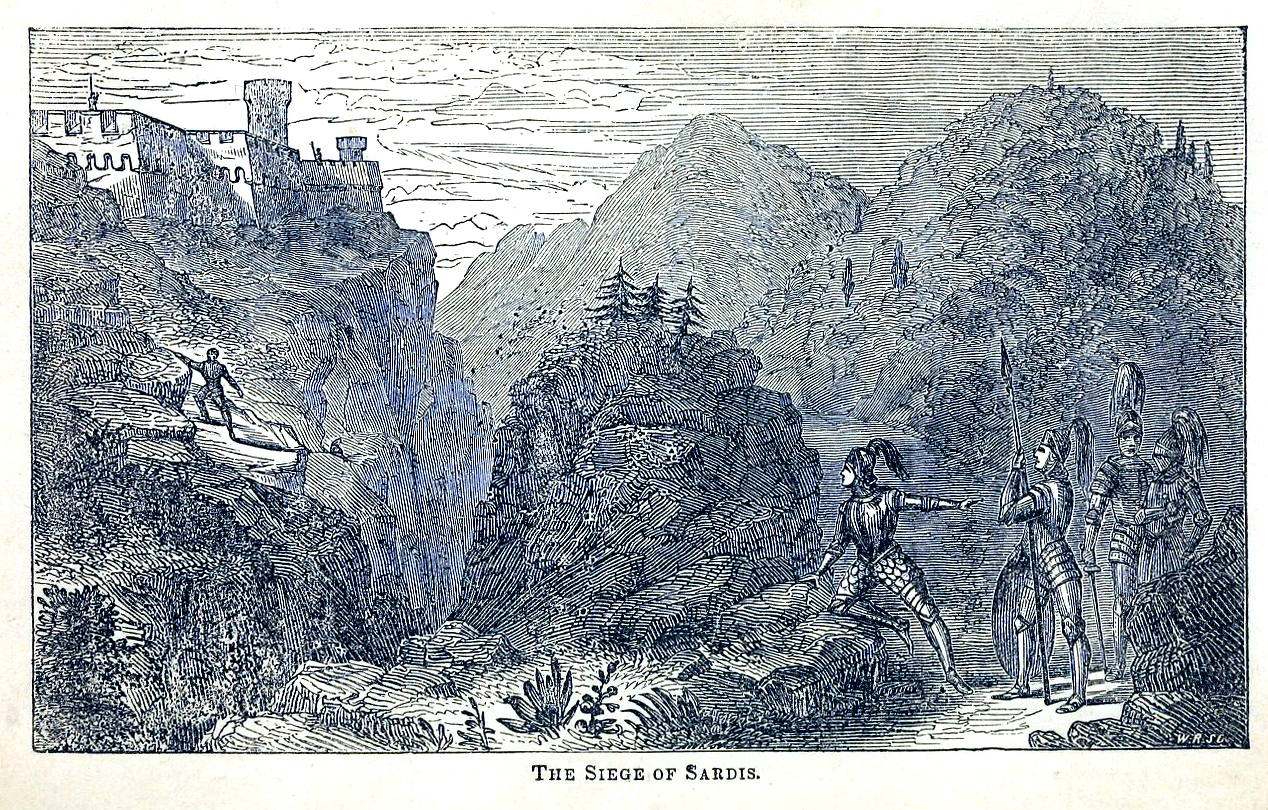
Belagerung von Sardes, 19. Jahrhundert

Kyros hatte befohlen, Krösus zu verschonen und der lydische König wurde dem jubelnden Feind vorgeführt. Herodot berichtet, Kyros wollte Krösus auf dem Scheiterhaufen öffentlich verbrennen lassen, erbarmte sich aber, nachdem Apollon, Legenden zufolge, eingriff und mit einem heftigen Regen das Feuer erlöschen ließ. Ktesias erzählt hingegen von einer mehrmaligen wundersamen Befreiung des Krösus von seinen Fesseln, sodass ihn der Perserkönig schließlich amnestiert habe. Ob Krösus die Einnahme der Stadt tatsächlich überlebte, ist ungeklärt.
Mit dem Fall von Sardes wurde Lydien zur persischen Satrapie Sparda. Die Lydien tributpflichtigen Städte Äoliens und Ioniens fielen nur kurze Zeit später ebenfalls an Kyros II. Die Vorherrschaft der Perser endete in der Region erst in den Perserkriegen.